# Mutt (Film)
Mutt ist ein Filmdrama von Vuk Lungulov-Klotz, das im Januar 2023 beim Sundance Film Festival seine Premiere feierte, im August 2023 in die US-Kinos kam und im November 2023 in das Programm von Netflix aufgenommen wurde. Der Film erzählt von einem Tag im Leben eines jungen Transmanns in New York.

## Handlung
Feña hat kürzlich mit der Einnahme von Testosteron begonnen und sich operativ die Brüste entfernen lassen. Fremde nehmen den Mitte Zwanzigjährigen, dessen Geburtsname Fernanda ist, seitdem als Mann wahr. Nach seiner Transition schien es für Feña zunächst leichter, dass er und seine Familie getrennte Wege gehen, was in New York City auch nicht sonderlich schwierig ist. Auch zu anderen Menschen aus seinem früheren Leben hat er danach den Kontakt abgebrochen.
Als er in einem Nachtclub die zugekokste Jenny kennenlernt und diese ihn fragt, ob er einen Penis hat, erklärt er ihr, solche Fragen solle man nicht stellen. Durch sie begegnet er auch wieder seinem Exfreund John, der genauso wenig über Feña hinweg ist wie Feña über ihn. Zufälligerweise ist er der Cousin von Jenny, und bei einer Begegnung landen sie wieder zusammen im Bett. Am Morgen scheinen sich beide allerdings unsicher darüber, ob diese Nacht das Ende von etwas Altem oder der Beginn von etwas Neuem war.
Doch Feña hat keine Zeit, zu viel darüber nachzudenken, da er sich auf den Besuch seines Vaters Pablo vorbereiten muss, der am Abend aus Chile kommt, und er hat ihm versprochen, ihn vom Flughafen abzuholen. Als Feña in dem Restaurant vorbeischaut, in dem er arbeitet, um seinen Gehaltsscheck abzuholen, muss er erfahren, dass seine Halbschwester Zoe an diesem Tag die Schule geschwänzt hat und seine Unterstützung braucht.
So begegnet Feña an diesem einen Tag gleich drei Leuten aus seinem alten Leben, zu denen er lange keinen Kontakt mehr hatte, und alle drei machen erstmals Bekanntschaft mit seiner neuen Identität und mit seinem neuen Namen.

## Produktion
Regie führte Vuk Lungulov-Klotz, der auch das Drehbuch schrieb. Die ersten Seiten für dieses hatte er in seinem Abschlussjahr am College geschrieben. Im Rahmen des Screenwriter's Lab des Sundance Institute entwickelte er es weiter.
Cole Doman, der Feñas Exfreund John spielt, war in dem Filmdrama Einen Freund zum Geburtstag von Stephen Cone aus dem Jahr 2015 in der Titelrolle zu sehen. Für Lío Mehiel, die Feña spielt, handelt es sich um den ersten Spielfilm. Zuvor arbeitete sie als Kind für das Theater, für das Fernsehen und als professioneller Salsa-Tänzer und Kinderschauspieler am Broadway. Alejandro Goic spielt den aus Chile zu Besuch kommenden Vater Pablo und Sarah Herrman Johns Cousine Jenny. Mimi Ryder spielt Feñas kleine Schwester Zoe und Lisa Knightly deren gemeinsame Mutter.

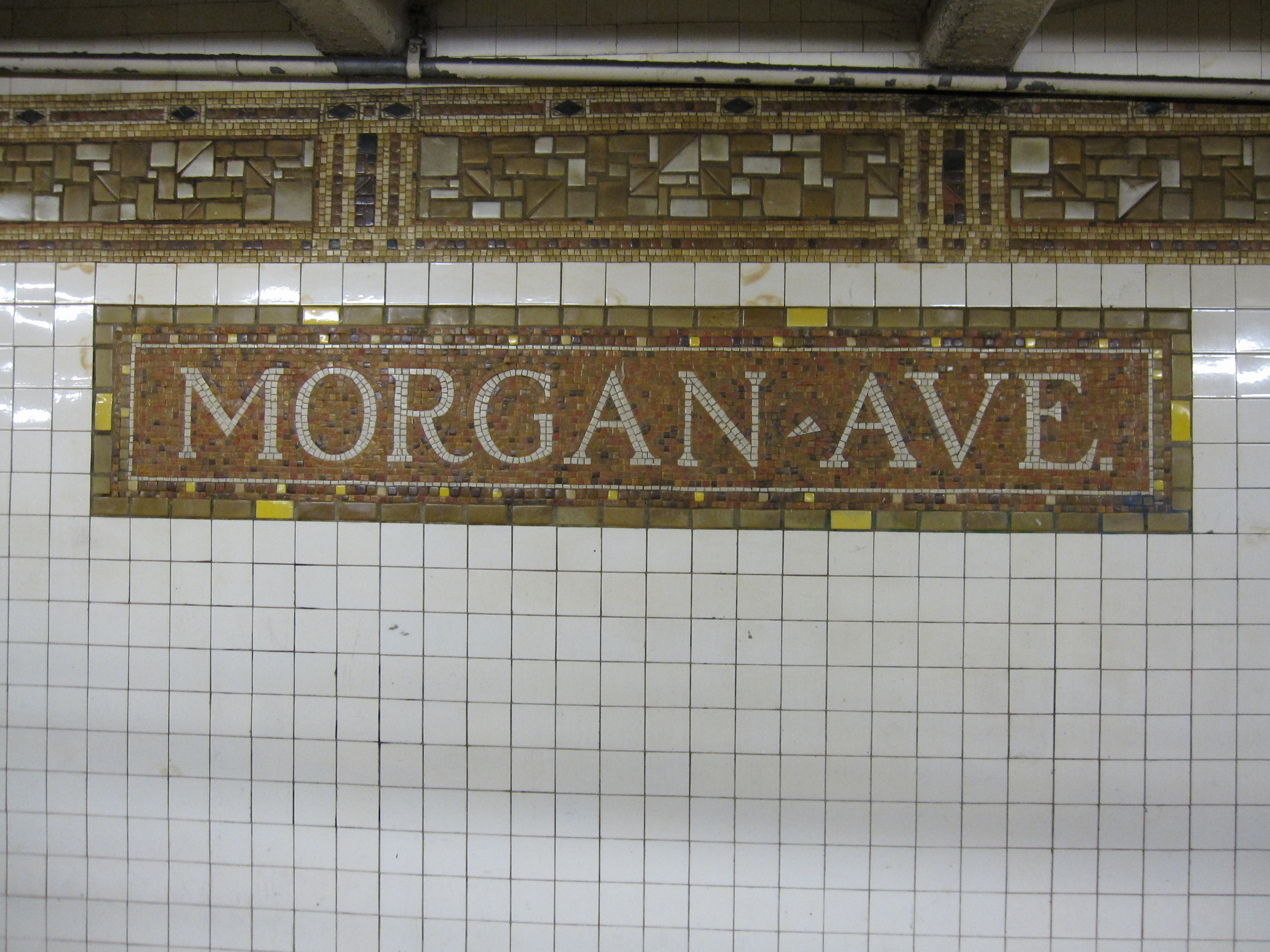
Unter anderem drehte man in der Morgan Avenue Station in New York City

Die Dreharbeiten fanden ab September 2022 statt, über 37 Drehorte und auf 24 Drehtage verteilt. Unter anderem erfolgten Aufnahmen in der Morgan Avenue Station in New York City. Als Kameramann fungierte Matthew Pothier, der den Film im Seitenverhältnis 4:3 drehte.
Die Premiere erfolgte am 23. Januar 2023 beim Sundance Film Festival. Im Februar 2023 wurde er bei den Filmfestspielen in Berlin in der Sektion Generation 14plus gezeigt. Anfang April 2023 erfolgten Vorstellungen im Rahmen der Reihe New Directors / New Films, einem gemeinsamen Filmfestival des New Yorker Museum of Modern Art und der Film Society of Lincoln Center. Ende Mai, Anfang Juni 2023 wurde er beim Inside Out Toronto 2SLGBTQ+ Film Festival gezeigt. Hiernach wurde er bei Frameline47 und beim Provincetown International Film Festival vorgestellt. Im Juli 2023 erfolgten Vorstellungen beim Sundance Film Festival: London, beim Galway Film Fleadh, beim Outfest Los Angeles LGBTQ+ Film Festival und beim New Horizons International Film Festival. Mitte Juli 2023 wurde der erste Trailer vorgestellt. Am 18. August kam der Film in ausgewählte US-Kinos. Zwischen Juli und September 2023 wurde Mutt im Rahmen des New Zealand International Film Festivals gezeigt und im November 2023 beim Internationalen Filmfestival Thessalonik. Am 16. November 2023 wurde der Film in das Programm von Netflix aufgenommen.

## Rezeption

### Kritiken
Von den bei Rotten Tomatoes aufgeführten Kritiken sind 88 Prozent positiv bei einer durchschnittlichen Bewertung mit 7,3 von 10 möglichen Punkten. Auf Metacritic erhielt der Film einen Metascore von 68 von 100 möglichen Punkten.

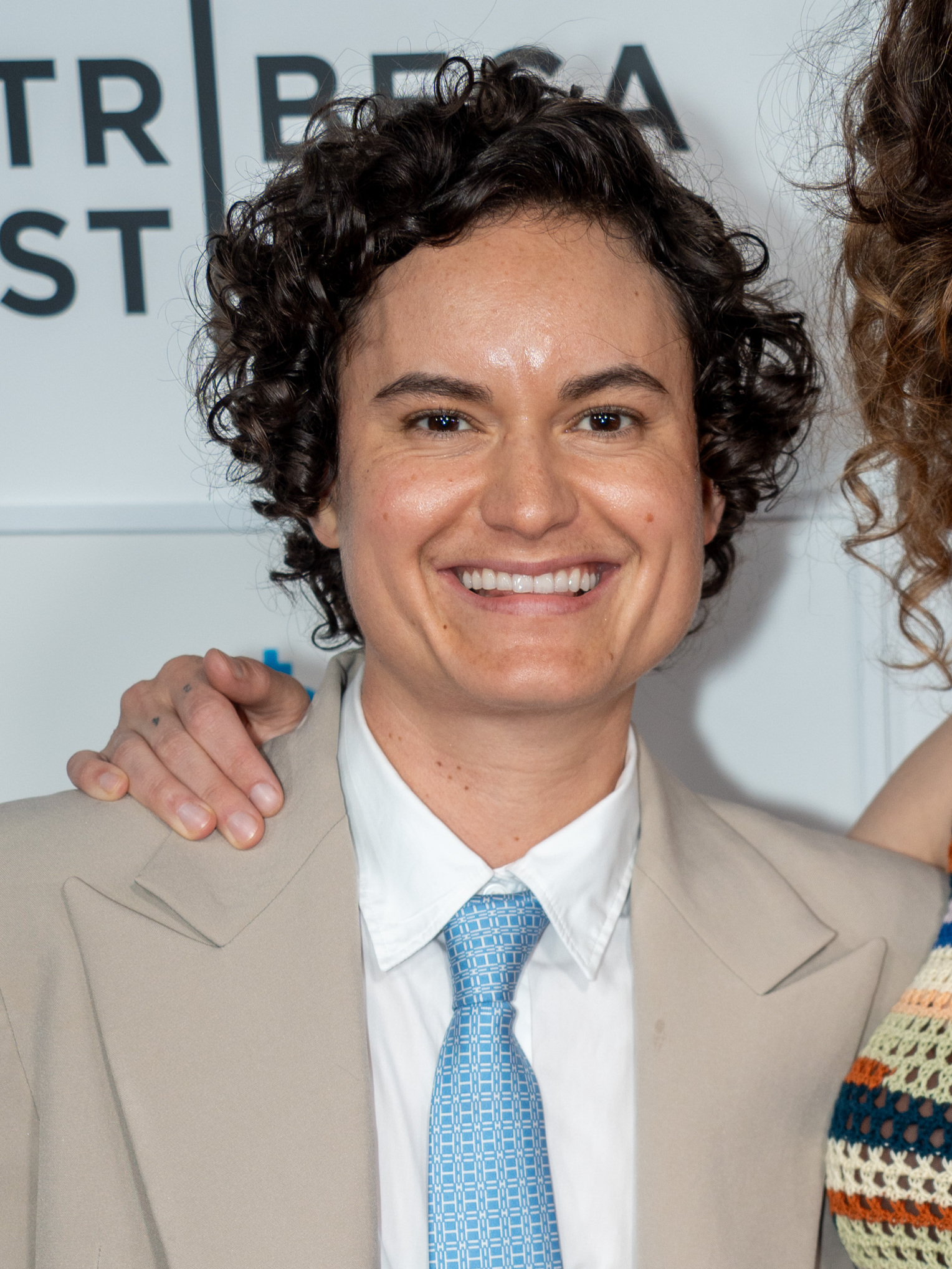
Lío Mehiel spielt Feña

Jude Dry von IndieWire schreibt, Vuk Lungulov-Klotz gebe mit dieser persönlichen Geschichte, in der er die herausragenden Momente mit einer Liebe zum Detail und sinnlicher Schärfe gestaltet, ein solides Debüt. Lío Mehiel und Cole Doman, die Feña und John spielen, würden beide eine verführerische Leinwandpräsenz besitzen und es bestehe zwischen ihnen eine Chemie. Allerdings bemerkt Dry einige Schwächen am Drehbuch, so die Dissonanz zwischen der Feña, die das Drehbuch entwirft, und der, die Mehiel spielt. Als John ihr sagt, die Leute würden sie nicht hassen, weil sie trans, sondern einfach ein Arschloch ist, habe der Zuschauer einen gutherzigen und emotional reifen jungen Mann erlebt, der immer verantwortungsbewusst und fürsorglich gegenüber Freunden und Familie war. Auch was der Titel Mutt suggeriert, passe nicht ganz, da er zum Ausdruck bringt, jemand sei zwischen Geschlechtern und Sexualitäten gefangen, doch Feña wirke überhaupt nicht gefangen, sondern ziemlich selbstbewusst.
Barbara Schweizerhof schreibt unter dem Titel: Das Eigene und die anderen über die Enge des von Matthew Pothier eingesetzten Normalbild-Formats. Dieses Format hegt die Perspektive stark auf Hauptfigur Feña und sein Erleben ein. Die Konzentration macht gleichzeitig spürbar, wie stark sich jede Identität aus den Gefühlen speist, die im Austausch mit anderen entstehen.

### Auszeichnungen
Internationale Filmfestspiele Berlin 2023
- Lobende Erwähnung beim Kristallbären in der Sektion Generation 14plus (Vuk Lungulov-Klotz)
- Nominierung für den Teddy Award[2][22]

Next Generation Indie Film Awards 2023
- Nominierung als Bester Spielfilm (Vuk Lungulov-Klotz und Alexander Stegmaier)
- Nominierung für die Beste Regie (Vuk Lungulov-Klotz)
- Nominierung für die Beste Kamera (Matthew Pothier)
- Nominierung als Bester Hauptdarsteller (Lío Mehiel)
- Nominierung als Beste Hauptdarstellerin (MiMi Ryder)[23]

Seattle International Film Festival 2023
- Auszeichnung mit dem Grand Jury Prize im New American Cinema Competition[24]

Sundance Film Festival 2023
- Auszeichnung  im U.S. Dramatic Competition – Acting (Lío Mehiel)
- Nominierung im U.S. Dramatic Competition (Vuk Lungulov-Klotz)